# Батуринский район (Смоленская область)
Батуринский район — административно-территориальная единица в составе Западной и Смоленской областей РСФСР, существовавшая в 1929—1932 и 1938—1960 годах.
Батуринский район был образован в составе Смоленского округа Западной области в 1929 году. Центром района было село Батурино. Район был образован из территорий, прежде входивших в Бельский и Духовщинский уезды Смоленской губернии.
В 1930 году Смоленский округ был упразднён, и район перешёл в прямое подчинение Западной области.
В 1932 году Батуринский район был упразднён, а его территория разделена между Сафоновским, Холм-Жирковским и Ярцевским райономи.
В 1938 году Батуринский район был восстановлен в составе Смоленской области из частей Бельского, Пречистенского, Холм-Жирковского и Ярцевского районов. 21 декабря 1943 года центр района был перенесён из села Батурино в село Боголюбово.
В 1960 году Батуринский район был упразднён, а его территория разделена между Холм-Жирковским и Ярцевским районами.